# Benjamin Valz
Jean Elias Benjamin Valz (Nîmes, 27 de maio de 1787 – 22 de abril de 1867) foi um astrônomo francês.
Filho do político Jean Valz e neto do médico, meteorologista e naturalista Pierre Baux (1708–1790). Tornou-se interessado em astronomia e cometas em particular, observando o retorno do que viria a ser denominado mais tarde Cometa Encke. Mais tarde fez um cálculo completo dos elementos orbitais de outro cometa, pelo qual obteve reconhecimento.
Em 1835 lançou a hipótese de que irregularidades na órbita do Cometa Halley poderiam ser explicadas por um planeta desconhecido além de Urano — na época Netuno ainda não havia sido descoberto.
Construiu um observatório privado em sua residência e quando mudou-se em 1836 para assumir o cargo de diretor do Observatório de Marselha sua casa foi habitada por Joseph Jean Pierre Laurent, que usou o observatório na descoberta do asteroide 51 Nemausa. A casa, na rue Nationale em Nîmes, tem uma placa comemorando a descoberta.
Valz já foi creditado com a descoberta de dois asteroides, 20 Massalia e 25 Foceia, mas atualmente estes são creditados ao astrônomo italiano Annibale de Gasparis e ao colega de Valz Jean Chacornac, respectivamente.
Em 1874 a viúva de Valz doou 10.000 franco para a Académie des Sciences estabelecer um prêmio em memória de seu falecido marido. O Prêmio Valz (Prix Valz) foi concedido foi concedido por trabalho de significância similar ao então corrente Prêmio Lalande, que Valz recebeu em 1832. O Prêmio Valz foi concedido de 1877 a 1970.